# Onthophagus antoinei
Onthophagus antoinei är en skalbaggsart som beskrevs av Walter 1990. Onthophagus antoinei ingår i släktet Onthophagus och familjen bladhorningar. Inga underarter finns listade i Catalogue of Life.